# Quilly (Ardenes)
Quilly és un municipi francès situat al departament de les Ardenes i a la regió del Gran Est. L'any 2007 tenia 82 habitants.

## Demografia

### Població
El 2007 la població de fet de Quilly era de 82 persones. Hi havia 28 famílies de les quals 12 eren unipersonals (4 homes vivint sols i 8 dones vivint soles), 4 parelles sense fills, 8 parelles amb fills i 4 famílies monoparentals amb fills.
La població ha evolucionat segons el següent gràfic:
Habitants censats

### Habitatges
El 2007 hi havia 34 habitatges, 33 eren l'habitatge principal de la família i 1 era una segona residència. Tots els 34 habitatges eren cases. Dels 33 habitatges principals, 27 estaven ocupats pels seus propietaris i 6 estaven llogats i ocupats pels llogaters; 7 tenien tres cambres, 9 en tenien quatre i 17 en tenien cinc o més. 18 habitatges disposaven pel capbaix d'una plaça de pàrquing. A 20 habitatges hi havia un automòbil i a 11 n'hi havia dos o més.

### Piràmide de població
La piràmide de població per edats i sexe el 2009 era:
| Homes | Edats   | Dones |
| ----- | ------- | ----- |
| 0     | 95 o +  | 0     |
| 0     | 90 a 94 | 0     |
| 0     | 85 a 89 | 4     |
| 0     | 80 a 84 | 0     |
| 0     | 75 a 79 | 0     |
| 0     | 70 a 74 | 4     |
| 0     | 65 a 69 | 0     |
| 8     | 60 a 64 | 8     |
| 4     | 55 a 59 | 0     |
| 4     | 50 a 54 | 4     |
| 0     | 45 a 49 | 0     |
| 0     | 40 a 44 | 0     |
| 4     | 35 a 39 | 4     |
| 0     | 30 a 34 | 0     |
| 0     | 25 a 29 | 0     |
| 8     | 20 a 24 | 4     |
| 0     | 15 a 19 | 0     |
| 0     | 10 a 14 | 4     |
| 0     | 5 a 9   | 4     |
| 0     | 0 a 4   | 0     |

## Economia
El 2007 la població en edat de treballar era de 44 persones, 31 eren actives i 13 eren inactives. De les 31 persones actives 26 estaven ocupades (16 homes i 10 dones) i 5 estaven aturades (3 homes i 2 dones). De les 13 persones inactives 6 estaven jubilades, 2 estaven estudiant i 5 estaven classificades com a «altres inactius».
Activitats econòmiques
L'any 2000 a Quilly hi havia 4 explotacions agrícoles que ocupaven un total de 700 hectàrees.

## Poblacions més properes
El següent diagrama mostra les poblacions més properes.